# Ulidia salonikensis
Ulidia salonikensis är en tvåvingeart som beskrevs av Willi Hennig 1940. Ulidia salonikensis ingår i släktet Ulidia och familjen fläckflugor. Inga underarter finns listade i Catalogue of Life.